# Toxocara canis
El parásito Toxocara canis es un helminto de distribución mundial que parasita perros y otros cánidos. Los ejemplares adultos de T. canis son unisexuales (muestran dimorfismo sexual), miden desde 9 a 18 cm, son de coloración blanca a amarillenta, y se encuentran en el intestino de sus hospedadores definitivos. En los perros adultos, la infestación es normalmente asintomática, mientras que la infestación masiva de T. canis en los cachorros puede ser mortal. Como hospedadores paraténicos, se incluyen ciertos vertebrados, incluyendo el hombre, y algunos invertebrados. Los humanos, como otros posibles hospedadores, pueden ser infestados por ingestión de huevos de T. canis. La enfermedad, toxocariasis, es causada por la migración de las larvas a diversos órganos del cuerpo, causando dos posibles síndromes, conocidos como larva migrans ocular y larva migrans visceral, según los órganos invadidos sean los ojos, o el corazón o el hígado, respectivamente. Debido a la posibilidad de transmisión de los parásitos de las hembras a los cachorros, los tratamientos preventivos con antihelmínticos son recomendados en crías recién nacidas. 
Tratamiento
Varios medicamentos son efectivos contra los gusanos adultos, como el pirantel, fenbendazol, selamectina, etc.

## Morfología
Los ejemplares adultos de T. canis tienen un cuerpo redondeado con púas craneales y caudales, cubierto por una cutícula amarillenta. En la parte lateral del cuerpo se encuentran dos aletas de longitud entre 2 y 2,5 mm y ancho 0,2 mm. Los ejemplares adultos machos miden de 9 a 13 cm de largo y de 0,2 a 0,25 cm de ancho, mientras que las hembras entre 10-18 × 0,25-0,3 cm. Los huevos tienen forma ovalada o esférica con una superficie rugosa, y miden de 72 a 85 μm.

## Ciclo vital

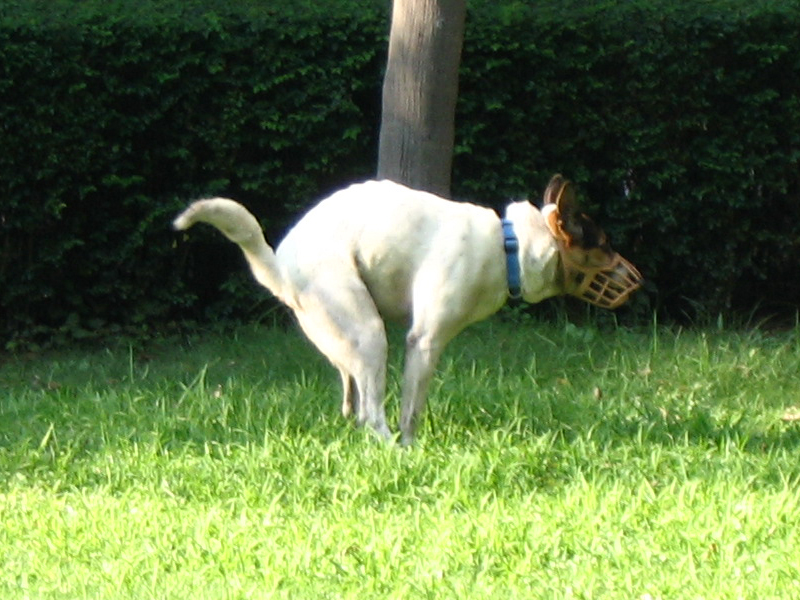
Los huevos de T. canis son liberados al ambiente en las heces de un perro o cachorro infectados

Los parásitos de esta especie pueden infestar a sus hospedadores de cuatro maneras diferentes. La forma básica es la típica para todos los ascarídidos, la ingestión de los huevos que contienen la segunda forma larval (L2) del desarrollo, que permanece infectiva, a una temperatura y humedad óptimas, cuatro semanas después de que las heces hayan sido depositadas en el medio. Después de la ingestión, el huevo eclosiona en el intestino delgado y la larva viaja por el torrente sanguíneo hacia el hígado y los pulmones, siguiendo la ruta conocida como entero-hepática-pulmonar. El tercer estadio larvario (L3) tiene lugar en los pulmones, desde donde la larva vuelve por la tráquea hacia los intestinos, donde los dos últimos estadios larvarios tienen lugar.
Esta forma de transmisión es habitual en perros mayores de hasta tres meses de edad. En perros de mayor edad este tipo de migración larval ocurre menos frecuentemente y es prácticamente inexistente a partir de los seis meses. En su lugar, la forma L2 viaja a un variado número de órganos como el hígado, pulmones, cerebro, corazón y músculos esqueléticos, así como a las paredes del tracto gastrointestinal.
En hembras preñadas, la transmisión parental ocurre cuando las larvas comienzan a movilizarse a partir de la tercera semana previa al parto, aproximadamente, y migran a los pulmones del feto donde se desarrollan hasta la fase L3 justo en antes del nacimiento. En los cachorros recién nacidos, el ciclo se completa cuando las larvas migran a través de la tráquea hasta el lumen intestinal, donde el último estado larvario del desarrollo tiene lugar. Una vez la hembra ha sido parasitada, ésta alberga suficientes larvas para infestar a todas sus camadas, aunque nunca vuelva a infestarse. Una cierta cantidad de larvas aletargadas penetrarán en el lumen del intestino, donde se desarrollarán hasta adultos, liberando nuevos huevos que contienen la forma L1. Por otro lado, los cachorros lactantes pueden ser parasitados por la presencia de formas L3 en la leche durante las tres primeras semanas de lactancia, aunque las larvas no migrarán una vez dentro del intestino del cachorro cuando la transmisión ha seguido esta vía. Por lo anterior, es posible que un cachorro nazca ya infestado con el parásito, sin necesidad de tener contacto con otro individuo de la especie.
La forma L2 también puede ser ingerida por otras especies animales donde permanecerá en estado de letargo en el interior de los tejidos de los animales infestados hasta que estos sean comidos por un perro, donde los estados posteriores del desarrollo quedarán confinados al tracto gastrointestinal.
Toxocara es uno de los parásitos más comunes en perros y gatos, se puede reconocer a los toxocaras adultos por tener un gran parecido a una «pasta de fideo», aun así, los huevos son microscópicos y puede haber muchos de ellos en excremento aparentemente normal.
La desparasitación del individuo se recomienda cada seis meses con el fin de prevenir y eliminar al parásito en caso de existir. Para mascotas se recomienda también desparasitar a los propietarios o personas que tengan contacto con el perro. Es recomendable después de la desparasitación, el analizar el excremento de la mascota mediante un análisis coproparasitoscópico con el fin de asegurarse que el parásito ha sido eliminado.